# Pisaurina
Pisaurina is een geslacht van spinnen uit de  familie van de kraamwebspinnen (Pisauridae).

## Soorten
- Pisaurina brevipes (Emerton, 1911)
- Pisaurina dubia (Hentz, 1847)
- Pisaurina mira (Walckenaer, 1837)
- Pisaurina undulata (Keyserling, 1887)